# フルビオ・ミヤタ
フルビオ・ミヤタ（Fúlvio Miyata、1977年5月4日-) は、ブラジルのサン・ジョゼ・ドス・カンポス出身の日系人柔道選手。現役時代は60kg級の選手。身長162cm。

## 人物
1996年にパンナム選手権を19歳で優勝した。さらに、嘉納杯に出場したが2回戦で園田隆二に巴投で敗れたものの、その後持ち直して3位になった1997年の世界選手権では準決勝でグルジアのゲオルギ・レワジシビリに掬投で敗れたが銅メダルを獲得した。しかし、2000年のシドニーオリンピックには出場できなかった。引退後は地元に道場を開設した。

## 主な戦績
- 1996年 - パンナム選手権　優勝(56kg級)
- 1996年 - 嘉納杯　3位
- 1997年 - パンナム選手権　3位
- 1997年 - 世界選手権　3位
- 1998年 - ワールドカップ団体戦　2位
- 1998年 - パンナム選手権　優勝
- 1999年 - ミリタリーワールドゲームズ　優勝